# Le Neufbourg
Le Neufbourg ist eine französische Gemeinde mit 399 Einwohnern (Stand 1. Januar 2022) im Département Manche in der Region Normandie. Sie gehört zum Arrondissement Avranches und zum Kanton Le Mortainais.

## Bevölkerungsentwicklung

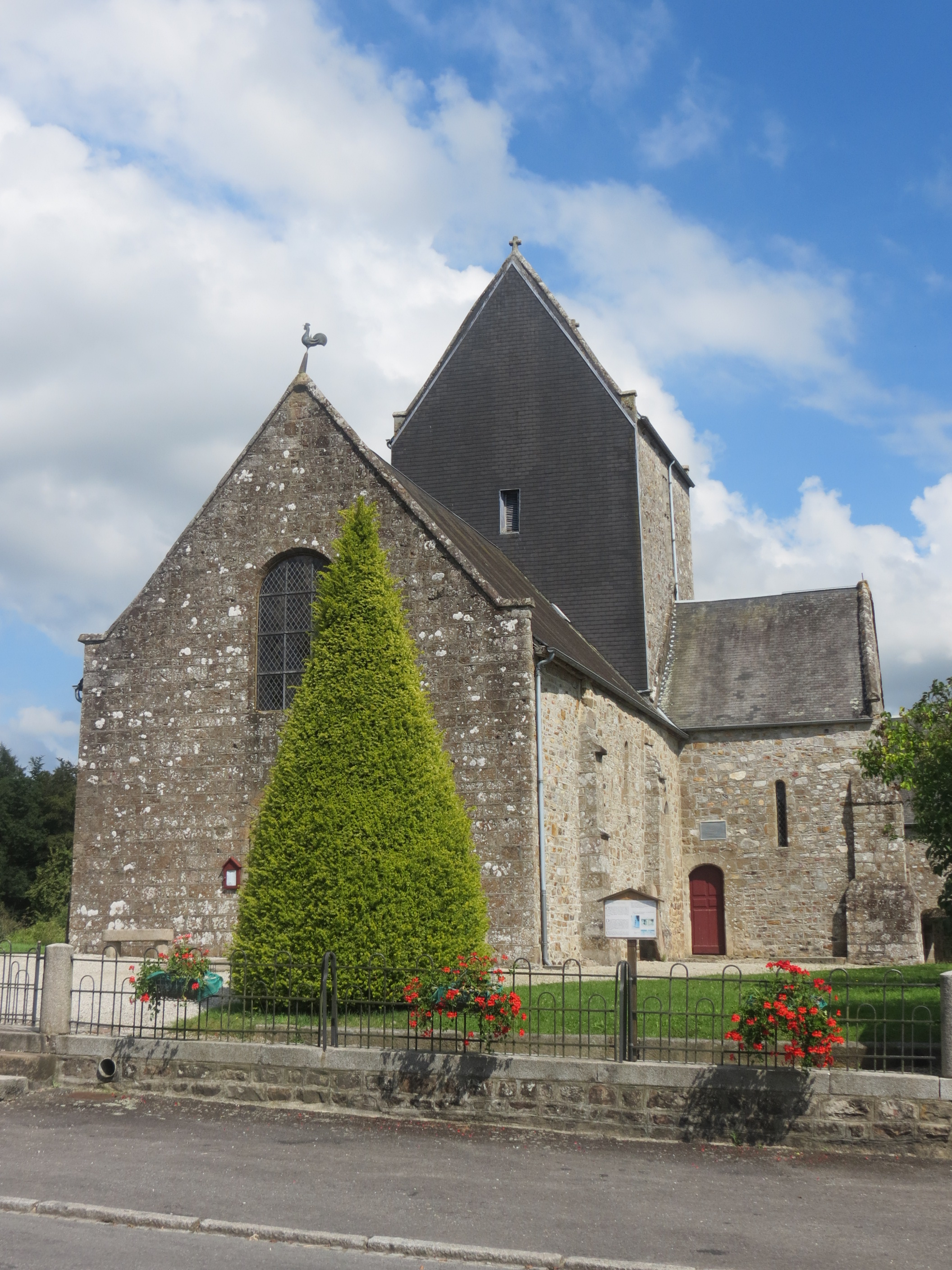
Kirche Saint-Hilaire

- 1962: 477
- 1968: 460
- 1975: 470
- 1982: 541
- 1990: 508
- 1999: 529
- 2018: 410